# Johanna Schopenhauer
Johanna Schopenhauer (født 9. juli 1766 i Gdańsk, død 17. april 1838 i Jena) var en tysk forfatterinde og mor til filosoffen Arthur Schopenhauer.
Johanna Schopenhauer forlod Danzig i 1793, og flyttede til Weimar, hvor hun tilhørte den litterære kreds omkring Johann Wolfgang von Goethe. Hun offentliggjorde rejsefortællinger, romaner og noveller. Hendes værker er samlet i 34 bind, første gang udgivet af Brockhaus i 1830. Flere af hendes romaner er udkommet i dansk oversættelse i første halvdel af 1800-tallet.